# Yvon Bertin
Yvon Bertin (Nantes, 9 aprile 1953) è un ex ciclista su strada e pistard francese, professionista dal 1975 al 1985.

## Carriera
Fu gregario di Bernard Hinault e ottenne nel Giro d'Italia 1980, vinto proprio dal suo capitano, il più importante risultato della carriera, vincendo la dodicesima tappa da Villapiana a Lecce. Ottenne anche qualche soddisfazione in corse a tappe minori, fu infatti secondo nel Circuit de la Sarthe del 1976 e nel 1978, secondo nella Tre Giorni di La Panne nel 1977, primo nella Route du Sud del 1979. Anche in alcune corse in linea ottenne buoni risultati, terzo nel Grand Prix de Ouest-France, terzo nel Trofeo Luis Puig del 1984, ma soprattutto il secondo posto nella Parigi-Roubaix del 1982 dietro a Jan Raas.

## Palmarès
- 1976

Grand Prix d'Isbergues
- 1977

1ª tappa Tour d'Indre-et-Loire (Tours > Tours)
- 1978

4ª tappa, 2ª semitappa Circuit de la Sarthe
- 1979

1ª tappa, 1ª semitappa Parigi-Nizza
Grand Prix de la Ville de Rennes
1ª tappa Tour du Tarn
2ª tappa Tour du Tarn
Classifica generale Tour du Tarn
2ª tappa, 1ª semitappa Tour de l'Oise
2ª tappa, 2ª semitappa Tour de l'Oise
Cronoprologo Tour de Luxembourg
2ª tappa Tour de Luxembourg
- 1980

12ª tappa Giro d'Italia (Villapiana Lido > Lecce)
- 1981

Prologo Tour d'Indre-et-Loire (Tours > Tours)
- 1983

1ª tappa Quatre Jours de Dunkerque (Dunkerque > Dunkerque)

## Piazzamenti

### Grandi giri
- Giro d'Italia

1980: 76º
- Tour de France

1978: 74º
1980: ritirato
1981: 85º
1982: 124º
- Vuelta a España

1984: 72º

### Classiche
- Milano-Sanremo

1979: 82º
- Parigi-Roubaix

1978: 32º
1979: 24º
1982: 2º

### Competizioni mondiali
- Campionati del mondo su pista

Barcellona 1984 - Corsa a punti: 9º